# Goldenes Buch (Hamburg)
In das Goldene Buch der Freien und Hansestadt Hamburg tragen sich seit 1897 Ehrengäste der Stadt während eines Besuchs ein. Es wird in einer Vitrine im Hamburger Rathaus verwahrt.

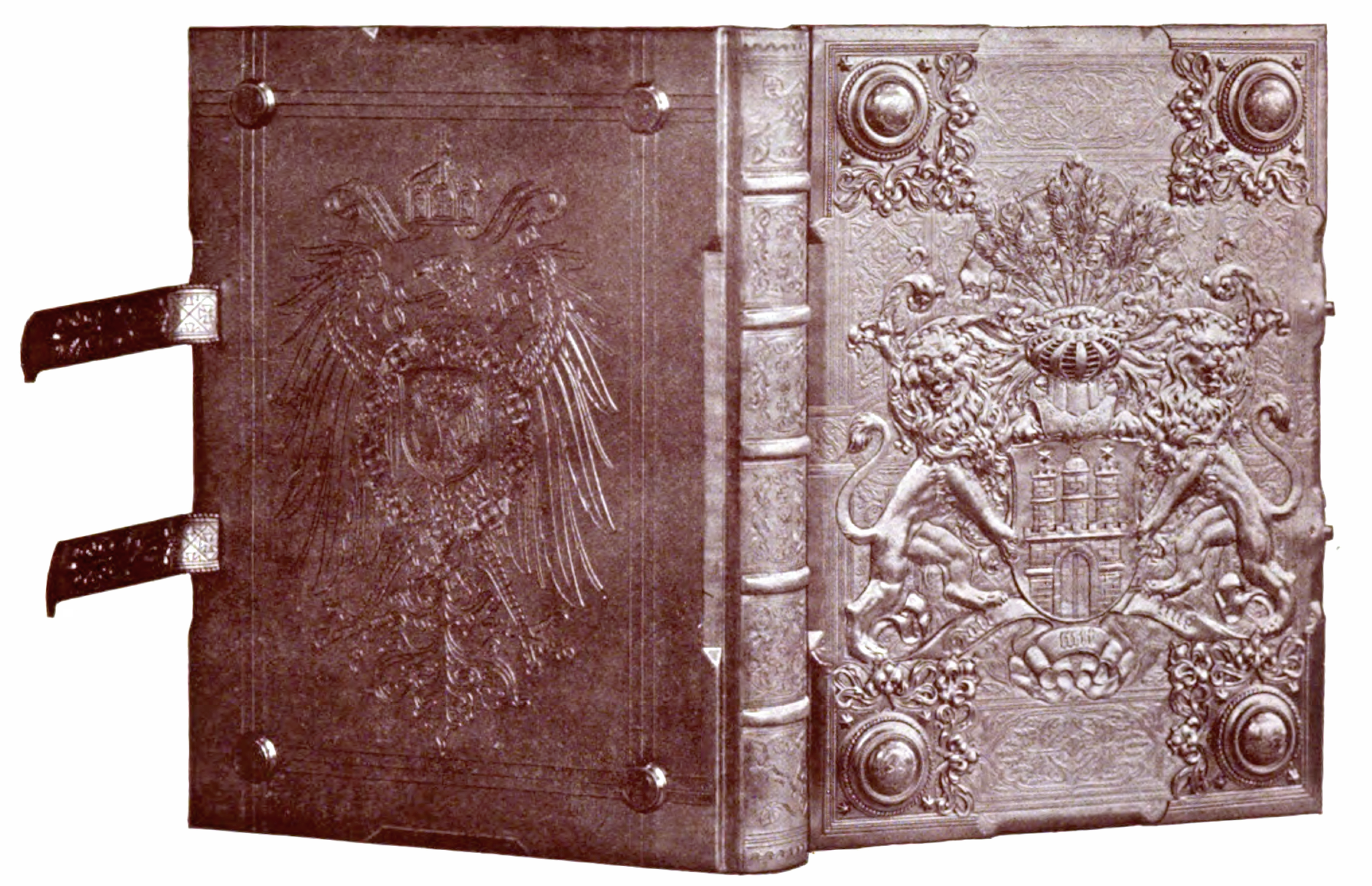
Goldenes Buch der Stadt Hamburg

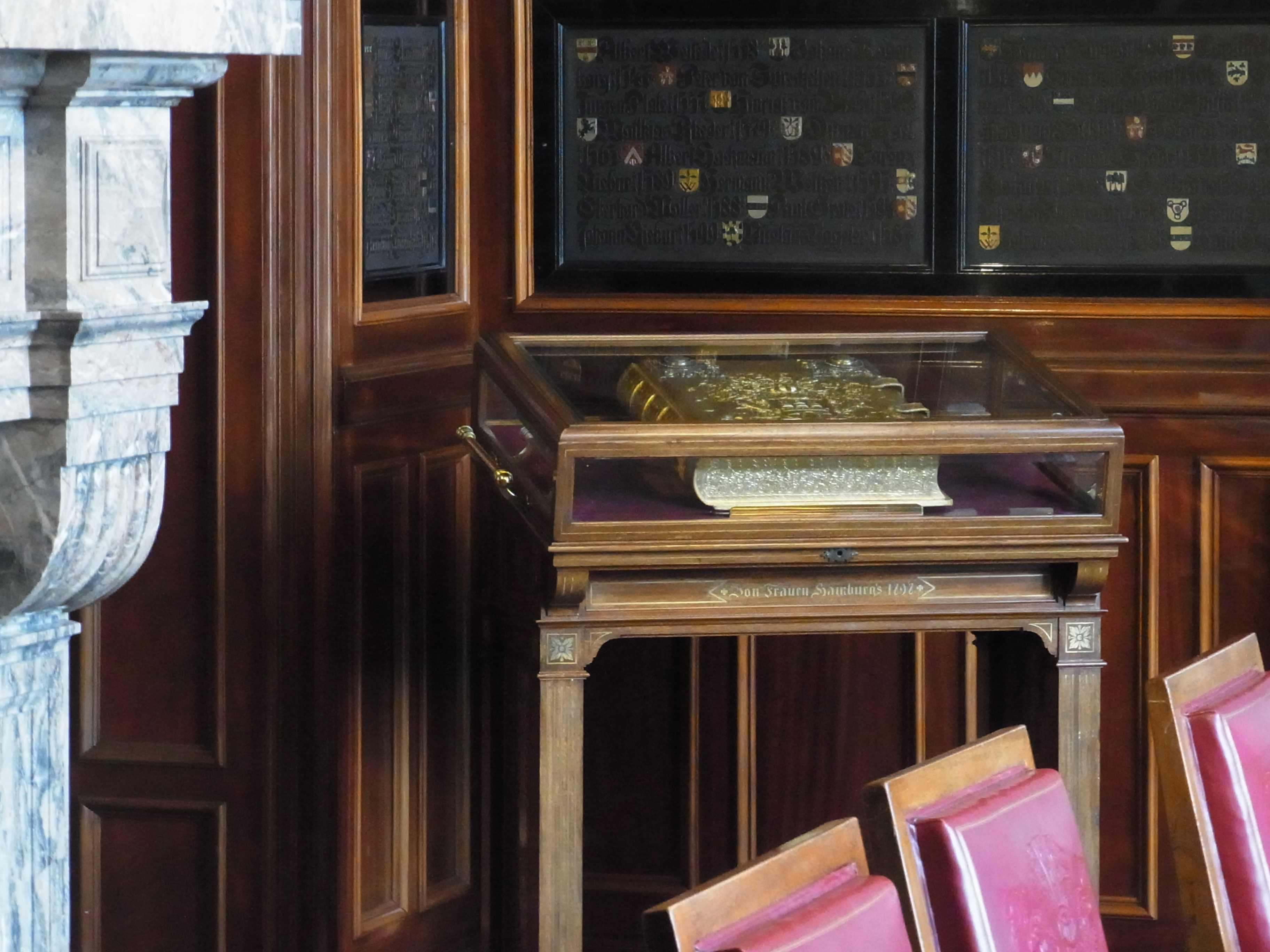
Vitrine, in der das Goldene Buch verwahrt wird.

Das Goldene Buch liest sich wie eine Reise durch die Vergangenheit der Hansestadt. Bis heute ist der Eintrag eine große Anerkennung, sowohl für die Unterzeichnenden als auch für die Stadt Hamburg.
Seit dem ersten Eintrag durch Otto von Bismarck haben sich bis 2023 1022 Personen auf 568 Seiten eingetragen.

## Stiftung
Das Goldene Buch der Stadt Hamburg wurde zur Einweihung des Hamburger Rathauses im Jahre 1897 von der Familie des damaligen Bürgermeisters Carl Friedrich Petersen gestiftet.
Die Kassette zum Buch entstand in der kunstgewerblichen Werkstatt von Georg Hulbe (1851–1917). Auf dem Vorderdeckel findet sich das Hamburger Staatswappen, darunter die Devise „Gott mit uns“. Die Ecken bestehen aus handgetriebenen und vergoldeten Silberbeschlägen, der Rückdeckel trägt den deutschen Reichsadler. Die Deckel-Innenseite trägt unter anderem die Inschrift: „Einem hohen Senate zur Erinnerung. Bürgermeister Carl Friedrich Petersen gewidmet von der Familie Petersen 1898.“
Siehe auch: Goldenes Buch

## Handhabung des Goldenen Buches
Das Goldene Buch ist im eigentlichen Sinne kein Buch, es handelt sich um eine Kassette, in der sich einzelne lose Seiten aus Büttenpapier befinden. Die bis 2023 angesammelten 568 Seiten des Goldenen Buches, die 1022 Namen der eintragenden Personen enthalten, würde die Kassette nicht mehr aufnehmen können. Der größte Teil der Seiten befindet sich daher im Staatsarchiv der Stadt.
Die Einträge der Hamburger Ehrengäste in das Goldene Buch wird von der Hamburger Senatskanzlei chronologisch aufgeführt und in mehreren Zeitabschnitten veröffentlicht.
Der Senat der Freien und Hansestadt Hamburg kann jederzeit unliebsame Gäste aus der Sammlung entfernen. So wurden etwa die Eintragungen von Verantwortlichen der NS-Diktatur herausgenommen – bis auf diejenige von Propagandaminister Joseph Goebbels. Er hatte auf demselben Blatt wie Reichspräsident von Hindenburg unterschrieben, weshalb seine Unterschrift verdeckt ist.

## Geschichte

### Einträge von 1897 bis 1945
Viele hochrangige Gäste aus Politik, Wirtschaft und Kultur haben sich im Laufe der Jahre im Goldenen Buch verewigt. Den Anfang machte Fürst Otto von Bismarck am 22. Oktober 1897.
In den Einträgen von 1897 bis 1899, beginnend mit dem von Otto von Bismarck, zählten fast ausnahmslos Generäle und Admiräle zu den Ehrengästen. Der letzte Eintrag in diesem Abschnitt erfolgte am 18. Oktober 1899 durch Kaiser Wilhelm II. der anlässlich des Stapellaufs des Linienschiffs Linienschiffes „B“ nach Hamburg kam.
Die Einträge von 1900 bis 1916 sind gezeichnet durch Prinzen und Könige, wie am 2. Juli 1900 Prinz Albert I. von Monaco und am 28. Juni 1904 Eduard VII., König von England.
Zwischen 1917 und 1932 trugen sich am 17. August 1922 die Reichspräsidenten Friedrich Ebert und am 4. Mai 1926 Paul von Hindenburg in das Goldene Buch ein. Danach wurde es ziviler, mit mehreren Ozeanfliegern, beginnend am 17. Juni 1927 Clarence D. Chamberlin, am 17. Juni 1929 König Fuad von Ägypten und am 28. Oktober 1932 Gerhart Hauptmann.
Einträge in der NS-Zeit in das Hamburger Goldene Buch durch Hitler (gleich zweimal) im August 1934 und im März 1938 sowie durch Hermann Göring (1933) und Baldur von Schirach (1934) wurden vom Senat aus der Loseblattsammlung des Buches entfernt.

### Einträge von 1946 bis heute
Der erste Eintrag in das Goldene Buch nach dem Zweiten Weltkrieg erfolgte am 6. Juni 1947 durch den Amerikaner Joseph D. Keevan, der in Berlin unter General Lucius D. Clay am Wiederaufbau der Gewerkschaften in der amerikanischen Zone aktiv war.
Die weiteren Einträge in das Goldene Buch – bis in die heutige Zeit – erfolgten zu einem überwiegenden Anteil durch Persönlichkeiten aus der Politik, mit geringeren Anteilen sind die Bereiche der Wirtschaft, Kultur, Wissenschaft und des Sports vertreten.

#### Einträge deutscher Repräsentanten
Einträge der Bundespräsidenten der Bundesrepublik Deutschland:

08.03.1950 Theodor Heuss

05.05.1960 Heinrich Lübke

01.08.1969 Gustav W. Heinemann und Frau Hilda

19.09.1974 Walter Scheel und Frau Mildred

12.05.1980 Karl Carstens und Frau Veronica

06.09.1984 Richard von Weizsäcker

29.08.1994 Roman Herzog

01.09.2004 Horst Köhler

15.06.2011 Christian Wulff und Frau Bettina

26.04.2013 und 20.02.2015 Joachim Gauck und Frau Daniela Schadt (2013 Bild 32/38, 2015 Bild 21/38 in)

22.01.2018 und 22.02.2019 Frank-Walter Steinmeier (2018 Bild 8/38 in).
Einträge der deutschen Bundeskanzler / Bundeskanzlerin:

21.04.1953 Konrad Adenauer

23.02.1996 Helmut Kohl

23.02.2001 und 20.12.2004 Gerhard Schröder

27.02.2009 und 12.02.2016 Angela Merkel (2009 Bild 36/38, 2016 Bild 14/38 in).
Bundeskanzler Helmut Schmidt lehnte die Ehrung durch den Eintrag in das Goldene Buch mit Blick auf die sogenannte „hanseatische Ablehnung“, dem traditionellen Verzicht auf öffentliche Auszeichnungen durch Hamburger Politiker, ab.

#### Einträge der Könige und Königinnen
- 13.11.1954 Kaiser Haile Selassie I. von Äthiopien
- 24.02.1955 Kaiser Mohammad Reza Pahlavi und Soraya von Iran
- 29.07.1960 König Bhumibol Adulyadej und Sirikit von Thailand
- 09.08.1963 König Mohammed Zahir Schah von Afghanistan
- 28.05.1965 Königin Elizabeth II. und Prinz Philip von Großbritannien (Elizabeth unterschreibt mit ihrem Namen und ergänzt ein „R“, für „regina“ – „Königin“)[1][9]
- 28.10.1971 Königin Juliane und Prinz Bernhard der Niederlande
- 07.06.1973 König Olav von Norwegen
- 21.06.1974 Königin Margrethe II. und Prinz Henrik von Dänemark
- 17.02.1978 Königin Beatrix und Prinz Claus der Niederlande
- 08.11.1978 König Hussein I und Königin Nūr Al-Hussein von Jordanien
- 26.03.1979 König Carl XVI. Gustaf und Silvia von Schweden
- 22.11.1979 König Taufaʻahau Tupou IV. und Halaevalu Mataʻaho ʻAhomeʻe von Tonga
- 21.05.1982 König Juan Carlos I. und Königin Sofia von Spanien
- 06.11.1987 Prinz Charles und Diana von Großbritannien[10]
- 29.09.1999 König Mswati III. und Inkhosikati von Swasiland
- 25.02.2005 König Abdullah II. von Jordanien
- 23.11.2009 Fürst Albert II. von Monaco
- 31.03.2023 König Charles und Camilla von Großbritannien (beide ergänzen ihre Namen einem „R“, für „rex“ – „König“[1]) (Bild 15/28 in [11])

#### Einträge aus der Politik
- 16.07.1956 Jawaharlal Nehru, Ministerpräsident von Indien
- 07.09.1962 Charles de Gaulle und Frau Yvonne, Präsident der Französischen Republik (Video in [12])
- 01.08.1969 und 06.05.1978 Leonid Iljitsch Breschnew, Generalsekretär des Zentralkomitees der Kommunistischen Partei der Sowjetunion
- 10.02.1972 Idi Amin Dada, Präsident der Republik Uganda
- 29.03.1979 Kurt Waldheim und Frau Elisabeth, Generalsekretär der Vereinten Nationen
- 21.05.1990 Lech Wałęsa, polnischer Gewerkschaftsführer
- 10.03.1992 Michail Sergejewitsch Gorbatschow und Frau Raissa Maximowna, Präsident a. D. der Union der Sozialistischen Sowjetrepubliken
- 25.11.1995 Jassir Arafat, Vorsitzender der Palästinensischen Autonomiebehörde
- 30.10.1996 Henry Kissinger, Außenminister der USA
- 02.07.2000 Kofi Annan und Frau Nane, UN-Generalsekretär
- 20.12.2004 Wladimir Putin, Präsident Russlands (zeitgleich mit Bundeskanzler Gerhard Schröder)
- 19.07.2007 Dalai Lama, Oberhaupt der tibetanischen Buddhisten (Bild 37/38 in[8])

#### Einträge aus der Wirtschaft, Wissenschaft und Kultur
- 05.10.1965 John Glenn, Astronaut, war 1962 der erste Amerikaner, der die Erde in einem Raumschiff umkreiste
- 25.09.1974 Neil Armstrong, Astronaut und Kommandant der Apollo 11, betrat am 21. Juli 1969 als erster Mensch den Mond
- 28.03.1995 Dustin Hoffman, US-Schauspieler, Oscar-Preisträger
- 30.01.2007 Placido Domingo, Opernsänger
- 21.11.2017 Fatih Akin, Regisseur und Schauspielerin Diane Kruger
- 04.02.2022 Klaus Hasselmann, deutscher Klimaforscher, Meteorologe und Ozeanologe, erhielt im Jahr 2021 für seine Modelle zum Erdklima den Nobelpreis für Physik[13]
- 27.04.2022 Christine Lagarde, seit dem 1. November 2019 Präsidentin der Europäischen Zentralbank (EZB)[14]

#### Einträge aus dem Sport
- 16.06.1998 Boris Becker, Tennisspieler, mit 17 Jahren jüngster Wimbledon-Sieger
- 21.02.2003 Stefanie Graf, Tennisspielerin, führte 1987 die Tennisweltrangliste an
- 08.09.2003 Franz Beckenbauer, Fußballspieler, mit der deutschen Fußballnationalmannschaft gewann er als Mannschaftskapitän die Fußball-Weltmeisterschaft von 1974
- 19.10.2004 Franziska van Almsick, Schwimmerin, mehrfache Welt- und Europameisterin
- 01.10.2005 Günter Netzer, Fußballspieler, wurde mit der deutschen Fußballnationalmannschaft 1972 Europameister und 1974 Weltmeister
- 19.05.2014 Wladimir Klitschko, mehrfacher Box-Weltmeister im Schwergewicht (Bild 28/38 in[8])
- 08.12.2014 Vitali Klitschko, ehemals Sportler (Boxen), seit 25. Mai 2014 Bürgermeister von Kiew (Bild 22/38 in[8])[15]
- 03.08.2021 Alexander Zverev, Tennis-Olympiasieger in Tokio 2021 (Bild 1/45 in[16])
- 03.11.2021 Edina Müller, Hamburger Teilnehmerin an den Paralympischen Spielen von 2021 in Tokio, wo sie ihr erstes Gold im Parakanu gewann (Bild in [17])